# موزه هتل و رستوران

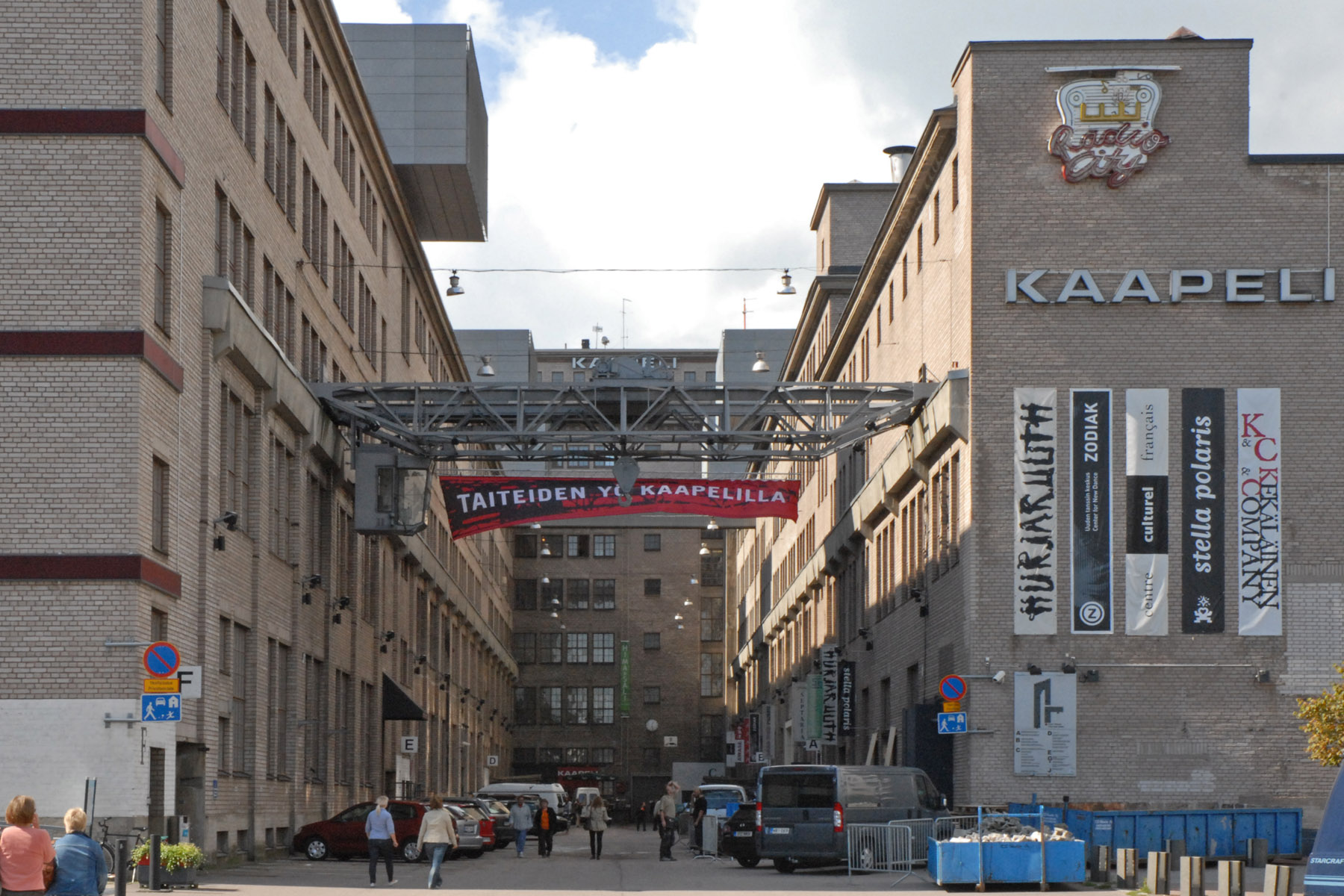
موزه هتل و رستوران

موزه هتل و رستوران (به فنلاندی: Hotelli- ja ravintolamuseo) به تاریخچه هتل‌ها، رستوران‌ها، کافه‌ها، گردشگری و فرهنگ آشپزی در بین فنلاندی‌ها اختصاص دارد.این موزه در سال ۱۹۷۱ میلادی در کاپلی‌تِهداس، هلسینکی، فنلاند گشایش یافت ولی از سال ۱۹۹۳ میلادی شروع به کار کرده است. مجموعه‌های موزه شامل ۲۰٬۰۰۰ مصنوعات و دیگر اشیاء مربوط به رستوران‌ها، میکده‌ها، هتل‌ها و واگن رستوران‌ها می‌شود. بخش بایگانی موزه دارای ۳۸٬۰۰۰ قطعه عکس می‌باشد. مالک این بنا موسسهٔ موزه هتل و رستوران است.